# Lapsanastrum
 Lapsanastrum  Pak & K.Bremer, 1995 è un genere di piante angiosperme dicotiledoni della famiglia delle Asteraceae.

## Etimologia
Il nome scientifico del genere è stato definito per la prima volta dai botanici Jae Hong Pak e Kåre Bremer (1948-) nella pubblicazione " Taxon; Official News Bulletin of the International Society for Plant Taxonomy. Utrecht" ( Taxon 44(1): 19 ) del 1995.

## Descrizione

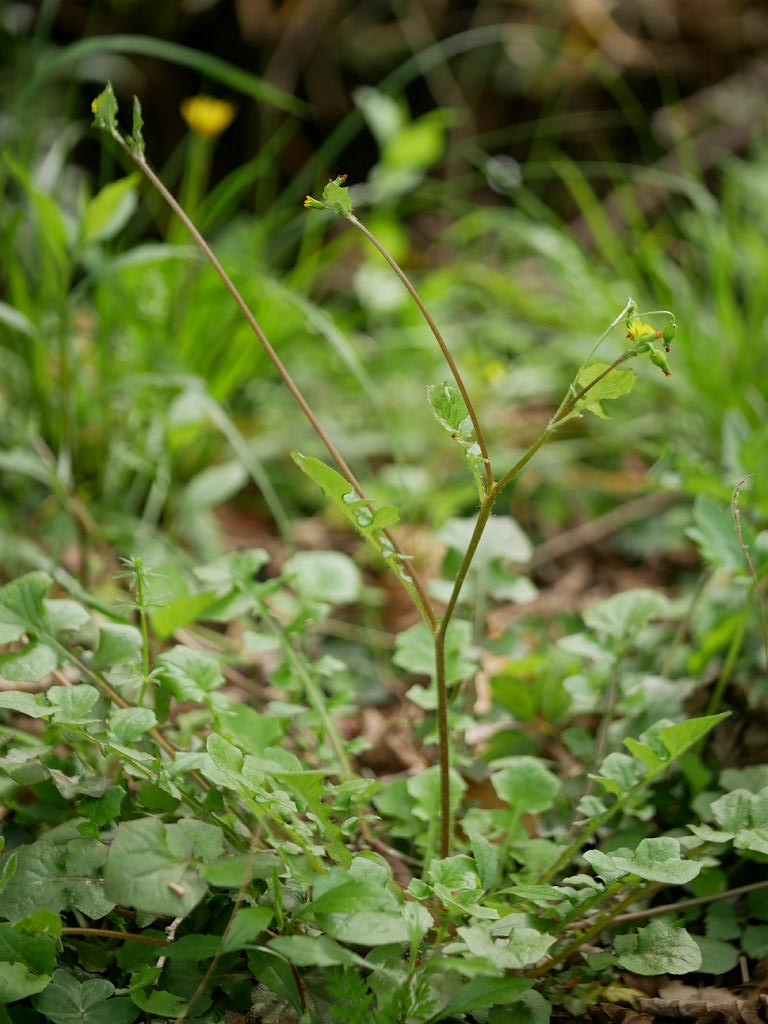
Il portamento
Lapsanastrum humile

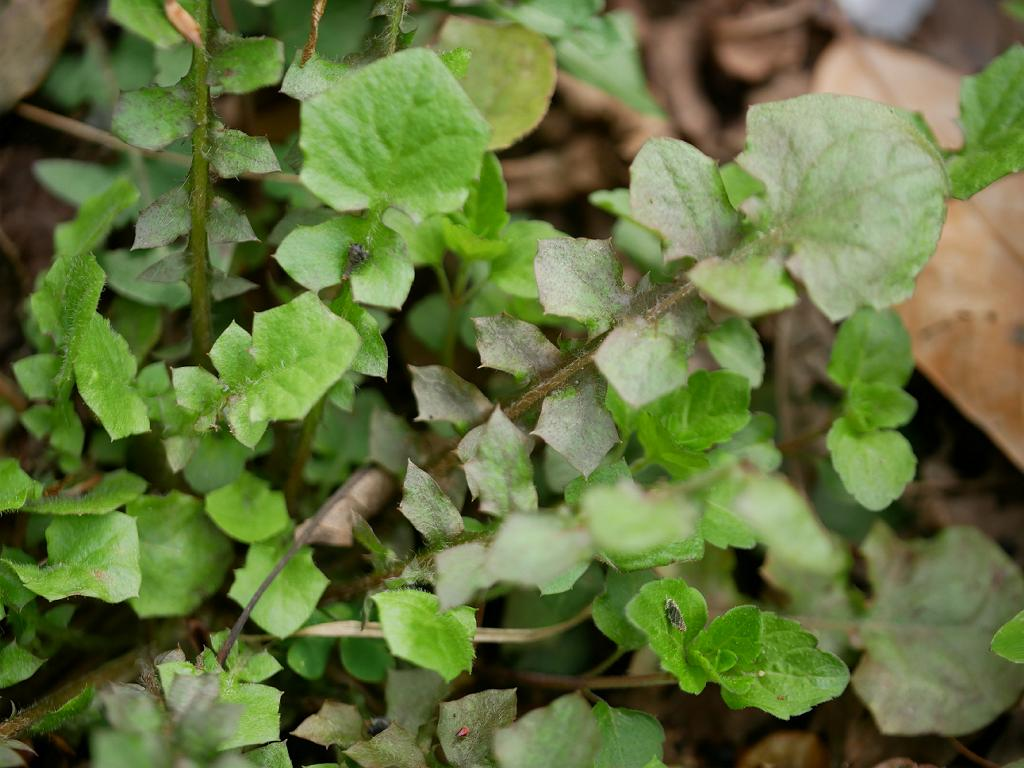
Le foglie
Lapsanastrum humile

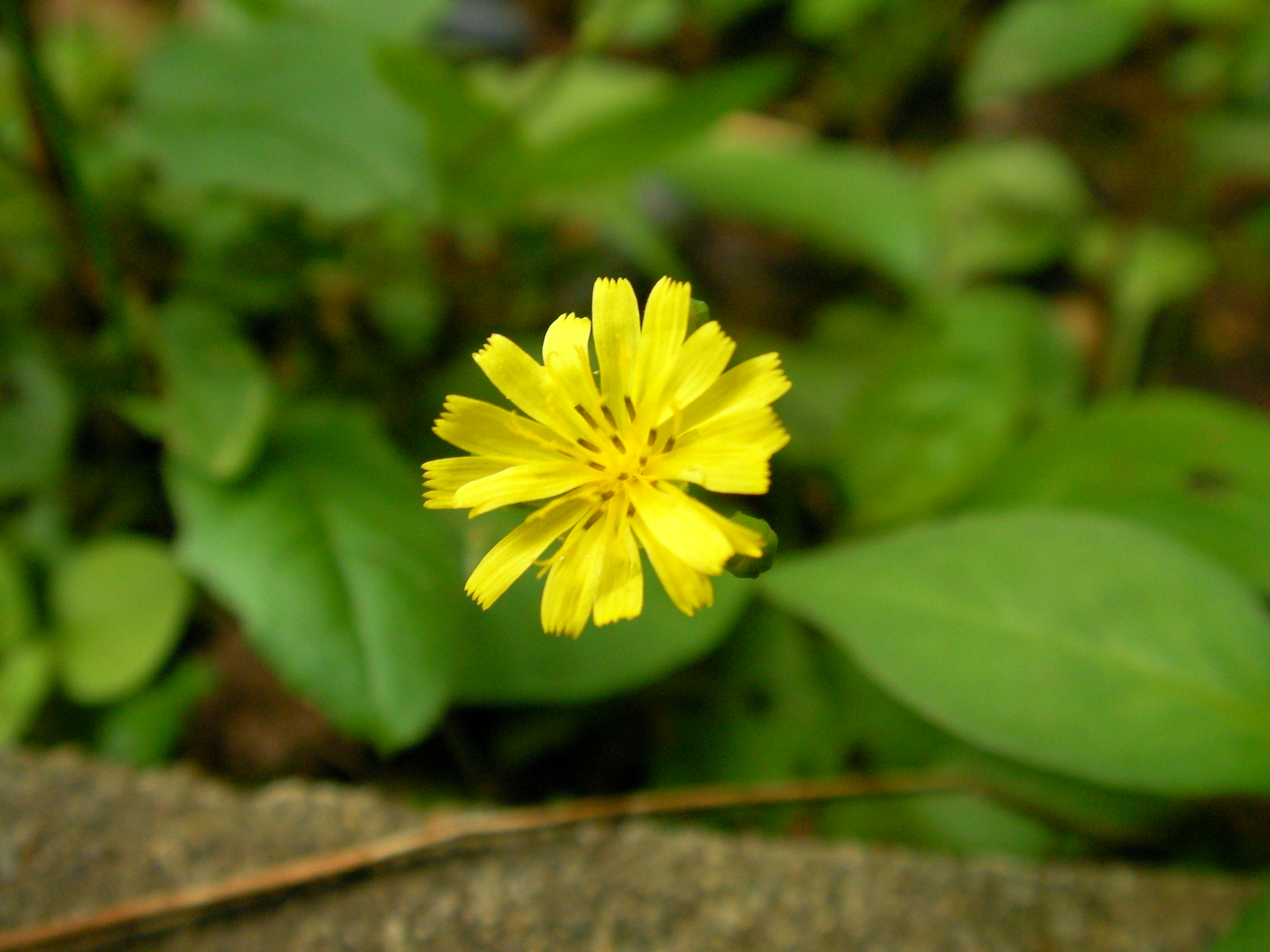
Infiorescenza
Lapsanastrum humile

Habitus. Le specie di questo gruppo sono piante annuali o bienni di tipo scaposo non molto alte con abbondante latice amaro. Sono presenti specie perenni di breve durata.
Fusto. Gli scapi fiorali sono gracili. In alcuni casi i fusti sono ramificati. Le radici in genere sono di tipo fittonante.
Foglie. Le foglie formano delle rosette radicali, ma alcune (poche) sono disposte anche lungo il caule in modo alterno e spesso sono abbraccianti il caule stesso. La lamina può essere dentata o divisa (pennatopartita o pennatosetta).
Infiorescenza. L'infiorescenza è composta da uno o più capolini terminali, solitari e annuenti. I capolini, solamente di tipo ligulifloro, sono formati da un involucro composto da diverse brattee (o squame) all'interno delle quali un ricettacolo fa da base ai fiori ligulati. L'involucro, glabro, ha una forma strettamente cilindrica ed è formato da due serie di brattee; in alcuni casi alla base è legnoso. Solitamente le due serie di brattee non sono uguali: la serie interna è eretta e più lunga con forme da lineari-lanceolate a lanceolate, mentre quella esterna è più o meno patente e più corta; raramente le brattee sono connate alla base. Il ricettacolo è piano e nudo (senza pagliette a protezione della base dei fiori). Alla fruttificazione le brattee si allargano e si dispongono in modo eretto (sono indurite e carenate). Dimensione dell'involucro: 7 mm.
Fiori. I fiori, (da 6 a 20 per capolino) tutti ligulati, sono tetra-ciclici (ossia sono presenti 4 verticilli: calice – corolla – androceo – gineceo) e pentameri (ogni verticillo ha in genere 5 elementi). I fiori sono ermafroditi, fertili e zigomorfi.
- Formula fiorale:

*/x K {\displaystyle \infty }, [C (5), A (5)], G 2 (infero), achenio
- Calice: i sepali del calice sono ridotti ad una coroncina di squame.
- Corolla: le corolle sono formate da una ligula terminante con 5 denti; il colore in genere è giallo; la superficie può essere sia pubescente che glabra.
- Androceo: gli stami sono 5 con filamenti liberi e distinti, mentre le antere sono saldate in un manicotto (o tubo) circondante lo stilo.[11] Le antere alla base sono prive di codette. Il polline è tricolporato.[12]
- Gineceo: lo stilo è filiforme. Gli stigmi dello stilo sono due divergenti e ricurvi con la superficie stigmatica posizionata internamente (vicino alla base).[13] L'ovario è infero uniloculare formato da 2 carpelli.

Frutti. I frutti sono degli acheni con pappo. Gli acheni, con delle forme da oblunghe a ellissoidi (subcompresse) e superficie pubescente, hanno da 10 a 13 coste disuguali (ossia 5 coste principali inframezzate da 1 - 2 coste minori); alcune coste si prolungano apicalmente in appendici uncinate. L'apice è troncato. Il pappo è assente.

## Biologia
- Impollinazione: l'impollinazione avviene tramite insetti (impollinazione entomogama tramite farfalle diurne e notturne).
- Riproduzione: la fecondazione avviene fondamentalmente tramite l'impollinazione dei fiori (vedi sopra).
- Dispersione: i semi (gli acheni) cadendo a terra sono successivamente dispersi soprattutto da insetti tipo formiche (disseminazione mirmecoria). In questo tipo di piante avviene anche un altro tipo di dispersione: zoocoria. Infatti gli uncini delle brattee dell'involucro si agganciano ai peli degli animali di passaggio disperdendo così anche su lunghe distanze i semi della pianta.

## Distribuzione e habitat
Le specie di questo gruppo si trovano tutte in Asia orientale.

## Tassonomia
La famiglia di appartenenza di questa voce (Asteraceae o Compositae, nomen conservandum) probabilmente originaria del Sud America, è la più numerosa del mondo vegetale, comprende oltre 23.000 specie distribuite su 1.535 generi, oppure 22.750 specie e 1.530 generi secondo altre fonti (una delle checklist più aggiornata elenca fino a 1.679 generi). La famiglia attualmente (2021) è divisa in 16 sottofamiglie.

### Filogenesi
Il genere di questa voce appartiene alla sottotribù Crepidinae della tribù Cichorieae (unica tribù della sottofamiglia Cichorioideae). In base ai dati filogenetici la sottofamiglia Cichorioideae è il terz'ultimo gruppo che si è separato dal nucleo delle Asteraceae (gli ultimi due sono Corymbioideae e Asteroideae). La sottotribù Crepidinae fa parte del "quarto" clade della tribù; in questo clade è in posizione "centrale" vicina alle sottotribù Chondrillinae e Hypochaeridinae.
I caratteri più distintivi per questa sottotribù (e quindi per i suoi generi) sono:
- in queste piante non sono presenti i peli piccoli, morbidi e ramificati;
- le brattee involucrali sono disposte in due serie ineguali;
- i capolini contengono molti fiori;
- le setole del pappo non sono fragili;
- gli acheni alla base sono poco compressi.

La sottotribù è divisa in due gruppi principali uno a predominanza asiatica e l'altro di origine mediterranea/euroasiatica. Da un punto di vista filogenetico, all'interno della sottotribù, sono stati individuati 5 subcladi. Il genere di questa voce appartiene al subclade denominato "Crepidiastrum-Lapsanastrum-Youngia  clade". Questo subclade, nell'ambito della sottotribù, occupa una posizione più o meno "basale" con il gruppo "Crepis-Lapsana-Rhagadiolus clade" (probabilmente formano un "gruppo fratello". Crepidiastrum, secondo le ultime analisi filogenetiche molecolari, comprende gli ex generi Paraixeris  Nakai e Crepidifolium Sennikov. Youngia costituisce il "gruppo fratello" Crepidiastrum, mentre Lapsanastrum (recentemente ricavato dalle specie del genere Lapsana) è profondamente nidificato all'interno di Youngia, e quindi imparentato con quest'ultimo che risulta così un genere parafiletico). [La precedente configurazione filogenetica è basata sull'analisi di alcune particolari regioni (nrITS) del DNA; analisi su altre regioni (DNA del plastidio) possono dare dei risultati lievemente diversi.]
I caratteri distintivi per le specie di questo genere sono:
- il ciclo biologico è annuo o bienne;
- i fusti sono gracili;
- gli acheni hanno da 10 a 13 coste disuguali;
- il pappo è assente;
- la distribuzione è asiatica orientale.

Il numero cromosomico di base della specie è: 2n = 18 (le specie sono diploidi e tetraploidi).

### Elenco delle specie
Questo genere ha 4 specie:
- Lapsanastrum apogonoides (Maxim.) Pak & K.Bremer
- Lapsanastrum humile  (Thunb.) Pak & K.Bremer
- Lapsanastrum takasei  (Sasaki) Pak & K.Bremer
- Lapsanastrum uncinatum  (Stebbins) Pak & K.Bremer